# 锡比维尔
锡比维尔（法語：Sibiville，法語發音：[sibivil]）是法国上法蘭西大區加来海峡省的一个市镇，属于阿拉斯区。

## 地理
锡比维尔（50°17'55"N, 2°19'25"E）面积7.35 平方千米，位于法国上法蘭西大區加来海峡省，该省份为法国北部沿海省份，西北濒北海，南至索姆省，东临北部省。
与锡比维尔接壤的市镇（或旧市镇、城区）包括：欧特克洛克、康什河畔布雷、比讷维尔、弗拉姆库尔、乌万-乌维尼厄勒、蒙绍莱弗雷旺、楠克-欧特科特、康什河畔勒布勒沃、塞里库尔。

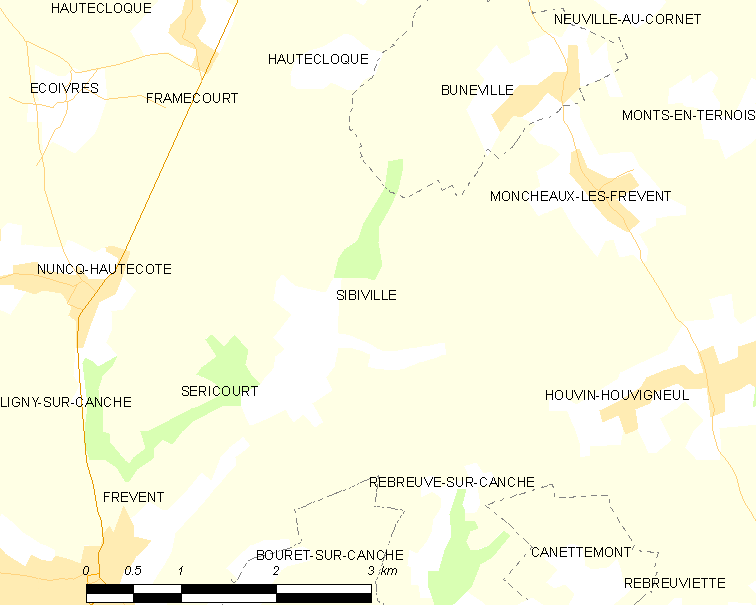
锡比维尔的OSM定位图

锡比维尔的时区为UTC+01:00、UTC+02:00（夏令时）。

## 行政
锡比维尔的邮政编码为62270，INSEE市镇编码为62795。

## 政治
锡比维尔所属的省级选区为泰努瓦斯河畔圣波勒县。

## 人口

1962-2008年间锡比维尔人口变化图示

锡比维尔于2022年1月1日时的人口数量为115人。